# Juan Velasco Alvarado
Juan Francisco Velasco Alvarado (Regió de Piura, 16 de juny de 1910 - Lima, 24 de desembre de 1977), fou un militar i polític peruà. Sent cap del Comando Conjunt de les Forces Armades del Perú, va dirigir el cop d'estat del 3 d'octubre de 1968 que va deposar el president Fernando Belaúnde Terry, electe democràticament. Va ocupar la presidència de facto del Perú entre 1968 i 1975 en l'autoanomenat Govern Revolucionari de les Forces Armades.
La intenció del nou president, el general Juan Velasco Alvarado no era supervisar una transició a un altre govern civil, sino eestablir un Govern Revolucionari de les Forces Armades per iniciar profundes i radicals reformes economiques i socials. El seu mandat es coneix també com la primera fase del Govern Militar (1968-1980), que va durar fins al seu derrocament com a president.